# Association de politique sociale
Association de politique sociale (Verein für Socialpolitik) est une association formée par des économistes issus de l'École historique. Adolf Held en est le secrétaire en 1873. Max Weber les rejoint en 1888.
Ses membres pensent que la réflexion économique doit jouer un rôle décisif dans le traitement des problèmes socio-économiques de la jeune nation allemande.
En 1892, le Verein engage une étude sur la «question polonaise», c'est-à-dire sur l'afflux d'une importante immigration de travailleurs agricoles polonais à l'Est de l'Allemagne.